# 勝部 (津山市)
勝部（かつべ）は岡山県津山市にある地名。郵便番号は708-0804。

## 地理
東苫田地区の東部に位置する。北は籾保、紫保井、下高倉西、西は紫保井、南は志戸部、野介代、東は下高倉西、高野山西に接する。

### 河川
- 後川

## 歴史

### 沿革
- 1889年6月1日 - 町村制施行に伴い、東南条郡勝部村が大田村、志戸部村、沼村、籾保村と合併し、東苫田村となる。勝部村は大字勝部となる。
- 1900年4月1日 - 東南条郡が東北条郡、西西条郡、西北条郡と合併し、苫田郡となる。
- 1941年2月11日 -苫田郡東苫田村が久米郡佐良山村とともに津山市へ編入される。

## 世帯数と人口
2021年（令和3年）1月1日現在の世帯数と人口は以下の通りである。
| 町丁 | 世帯数  | 人口    |
| ---- | ------- | ------- |
| 勝部 | 650世帯 | 1,734人 |

## 小・中学校の学区
市立小・中学校に通う場合、学区は以下の通りとなる。
| 番地 | 小学校             | 中学校             |
| ---- | ------------------ | ------------------ |
| 全域 | 津山市立鶴山小学校 | 津山市立中道中学校 |

## 交通

### 道路
- 岡山県道394号大篠津山停車場線

## 施設
- 津山市立中道中学校
- 津山スポーツセンター野球場
- 津山勤労者総合福祉センター
- 勝部神社